# Eplumula australiensis
Eplumula australiensis is een krabbensoort uit de familie van de Latreilliidae. De wetenschappelijke naam van de soort is voor het eerst geldig gepubliceerd in 1888 door Henderson.